# 4010 Нікольський
4010 Нікольський (4010 Nikolʹskij) — астероїд головного поясу, відкритий 21 серпня 1977 року.
Тіссеранів параметр щодо Юпітера — 3,424.